# Paul Lorenzen
Paul Lorenzen (Quiel, 24 de março de 1915 — Gotinga, 1 de outubro de 1994) foi um filósofo da ciência, matemático e lógico alemão.

## Publicações selecionadas
- 1949 Über halbgeordnete Gruppen Springer, Berlin u. a.
- 1951 Die Widerspruchsfreiheit der klassischen Analysis. Mathematische Zeitung 54: 1-24[ligação inativa]
- 1951 Maß und Integral in der konstruktiven Analysis. Mathematische Zeitung 54: 275[ligação inativa]
- 1951 Algebraische und Logische Untersuchungen über freie Verbände. The Journal of Symbolic Logik 16: 81-106
- 1955 Einführung in die operative Logik und Mathematik. Springer, Berlin u. a., ²1969, weitere Nachdrucke 1994
- 1958 Formale Logik. de Gruyter, Berlin (Sammlung Göschen Bd. 1176/1176a); verb. Aufl. ²1962, durchgeseh. u. erweit. ³1967, verb. 4/1970; engl. Formal Logic. Reidel, Dordrecht 1965; Formal Logic. (transl. by Frederick J. Crosson) Kluwer Academic Publishers 2004
- 1960 Die Entstehung der exakten Wissenschaften. Springer, Berlin u. a., Nachdrucke .. 1985 ..
- 1960 - Das Begründungsproblem der Geometrie als Wissenschaft der räumlichen Ordnung -, in: Philosophia Naturalis 6, 1961
- 1962 Metamathematik. Bibliographisches Institut, Mannheim (BI-HTB 25) ²1980; engl. Metamathematique (transl. by J. B. Grize) Mouton de Gruyter, Berlin New York 1967; franz. 1967, span. 1971
- 1965 Differential und Integral. Eine konstruktive Einführung in die klassische Analysis. Akademische Verlagsgesellschaft, Frankfurt; engl. Differential and Integral: A Constructive Introduction to Classical Analysis. University of Texas Press, Austin 1971
- 1967 com Wilhelm Kamlah: Logische Propädeutik oder Vorschule des vernünftigen Redens. Bibliographisches Institut, Mannheim (BI-HTB 227/227a); 2., verb. u. erw. Aufl. 1973 u.d.T.: Logische Propädeutik. Vorschule des vernünftigen Redens. ISBN 3411052279 Nachdruck 1990, 1992; seit 1996 Metzler, Stuttgart; engl.: Logical Propaedeutic. Pre-School of Reasonable Discourse. (Trans. H. Robinson) University Press of America, Lanham 1984
- 1968 Methodisches Denken. Suhrkamp, Frankfurt 1968, ²1974 ff (stw 73)
- 1969 Normative Logic and Ethics. Bibliographisches Institut, Mannheim (BI-HTB 236)
- 1973 com Oswald Schwemmer: Konstruktive Logik, Ethik und Wissenschaftstheorie. Bibliographisches Institut, Mannheim u. a., verbess. Aufl. ²1975, unveränd. Nachdruck 1982 (BI-HTB 700)
- 1974 Konstruktive Wissenschaftstheorie. Suhrkamp, Frankfurt (stw 93)
- 1977 Relativistische Mechanik mit klassischer Geometrie und Kinematik in: Mathematische Zeitschrift, Berlin 1977
- 1978 Theorie der technischen und politischen Vernunft. Reclam, Stuttgart
- 1978 com Kuno Lorenz: Dialogische Logik. Wissenschaftliche Buchgesellschaft, Darmstadt
- 1984 Elementargeometrie. Das Fundament der Analytischen Geometrie. Bibliographisches Institut, Mannheim u.a ISBN 3-411-00400-2
- 1985 Grundbegriffe technischer und politischer Kultur. Zwölf Beiträge. Suhrkamp, Frankfurt (stw 494)
- 1987 Lehrbuch der konstruktiven Wissenschaftstheorie. Bibliographisches Institut, Mannheim 1987; Metzler, Stuttgart ²2000 ISBN 3-476-01784-2.
- 1987 Constructive Philosophy. Transl. by Karl Richard Pavlovic. Amherst, USA: University of Massachusetts Press, 1987. ISBN 0870235648 / ISBN 9780870235641. [Enthält vor allem Übersetzungen von den Aufsatzsammlungen Methodisches Denken 1968 und Konstruktive Wissenschaftstheorie 1974.]
- 1990 Philosophische Fundierungsprobleme einer Wirtschafts- und Unternehmensethik, in: Horst Steinmann, Peter Löhr (Hrsg.): Unternehmensethik, Poeschel, 2. Aufl. Stuttgart 1991, 35-68
- 1992 Diesseits von Idealismus und Realismus, in: Janich, Peter (Hrsg): Entwicklungen der methodischen Philosophie. Suhrkamp, Frankfurt S. 207-217 (stw 979)